# G500
G500 was een Nederlandse politieke beweging voor jongeren. 

## Historie
Begin april 2012 startten Sietse Bakker, Ingeborg Baltussen, Eline Bötger, Ilse van Eck, Sywert van Lienden, Stephan Vierkant en Hederik de Vries de G500-beweging. Op 8 april 2012 presenteerde Van Lienden in het televisieprogramma Buitenhof de G500-beweging. Door met 500 jongeren (tot 35 jaar) tegelijk lid te worden van zowel VVD, CDA als PvdA hoopte de beweging verkiezingsprogramma's te kunnen veranderen. Bij de lancering van de G500 werd een tienpuntenplan gepresenteerd om "vernieuwing, hervormingen en idealen naar het centrum van de macht te brengen".
Op de politieke congressen van deze partijen trachtten G500-leden de partijprogramma's voor de Tweede Kamerverkiezingen van 2012 te beïnvloeden door mee te stemmen. Het succes was echter beperkt en de beweging stierf na de verkiezingen een stille dood.